# ラケル・ラザロ
ラケル・ラザロ（Raquel Lázaro、2000年1月4日 - ）は、スペインの女子バレーボール選手。ポジションはセッター。スペイン代表。

## 来歴

### クラブチーム
ベナルマデナ出身。2013年、スペイン2部リーグのCAEP Soriaに入団。5年間プレーした。2018年、アメリカの南カリフォルニア大学へ進学し、NCAA女子バレーボール選手権に出場した。その後、ルイビル大学へ編入し、2022年度のNCAA - Atlantic Coast Conferenceのベストセッター賞に選ばれた。2023年1月、イタリアセリエA1のメガボックス・オンドゥラティ・デルサビオ・ヴァッレフォリアと契約し、セリエA1リーグに出場した。2023年7月、ドイツブンデスリーガのSCポツダムに入団することが発表され、ブンデスリーガ3位、ドイツカップで準優勝した。2024年5月、フランスのBéziers Volleyへ移籍することが発表された。

### 代表チーム
アンダーカテゴリーの代表として2015年にU-18欧州選手権に出場した。2017年、シニア代表に初選出され、ヨーロッパリーグで銅メダルを獲得した。2021年、ヨーロッパリーグで銅メダルを獲得した。2023年、正セッターとして欧州選手権に出場した。

## 球歴
- 欧州選手権 - 2023年

## 所属クラブ
- CAEP Soria（2013-2018年）
- 南カリフォルニア大学（2018-2022年）
- ルイビル大学（2022-2023年）
- メガボックス・オンドゥラティ・デルサビオ・ヴァッレフォリア（2023年）
- SCポツダム（2023-2024年）
- Béziers Volley（2024年-）